# Andreas Kubsda
Andreas Kubsda (* 15. Juni 1963) ist ein ehemaliger deutscher Fußballspieler.

## Werdegang
Der 1,75 Meter große Kubsda spielte für die Vereine PSG Peine 04, Viktoria Ölsburg und von 1983 bis 1989 für Eintracht Braunschweig in der 2. Bundesliga. Im Juli 1985 erhielt er seinen ersten Lizenzspielervertrag; für die Eintracht bestritt er 49 Zweitligaspiele, in denen er ein Tor erzielte. 1989 wechselte der Mittelfeldspieler zum VfR Osterode.